# 홍문연
홍문연(鴻門宴) 또는 홍문의 회(鴻門之會)는 중국 진나라(秦) 말기에 항우와 유방이 함양(咸陽) 쟁탈을 둘러싸고 홍문에서 회동한 일을 뜻한다.
진승(陳勝)이 죽은 후 항량(項梁)은 초(楚)의 회왕(懷王)의 손자로서 심(心)이라는 사람을 내세워 똑같은 회왕이라고 일컫고 반진(反秦) 세력을 집결시켰다. 기원전 208년 8월 항량이 전사하자, 초나라 군사의 중심이 된 사람은 항우와 유방이었다. 9월이 되어 항우는 북로(北路)에서, 유방은 남로(南路)에서 함양으로 진격하게 되었는데, 이때 회왕은 맨 먼저 관중(關中)에 들어간 사람을 관중왕(關中王)으로 삼을 것을 약속했다. 항우가 거록(鉅鹿)에서 진군(秦軍)을 쳐부수고, 또한 진 나라 장수 장한(章邯)을 항복시키는 등 하남(河南) 지방의 곳곳에서 싸움을 하고 있을 때, 유방은 기원전 207년 10월에 한발 앞서서 무관(武關)을 돌파하여 함양을 점령하고 진왕 자영을 항복시켜 관중을 지배했다.
유방이 먼저 관중을 지배하자 격노한 항우는 총력을 기울여 단번에 함곡관(函谷關)을 돌파하고, 12월에 홍문(鴻門)에 진을 쳤다. 이 험악한 양자의 대립을 해결하기 위해 유방이 사과하는 형식으로 열린 회견(會見)이 역사상 유명한 홍문지회(鴻門之會)이다. 항우 쪽에서는 이 기회에 유방을 죽일 계획이 세워져 있었다. 그러나 항우의 우유부단한 태도로 말미암아 그 기회를 잃었으며, 유방은 부하의 필사적인 활약으로 손쉽게 호랑이 굴을 벗어나 그 후의 운명을 크게 바꾸어 놓을 수 있었다.
그 후 항우는 군사를 함양으로 진군시켜 진왕 자영을 죽이고 시황제의 여산릉(驪山陵)을 파헤쳐 진보재화(珍寶財貨)를 약탈하고, 아방궁(阿房宮)에 불을 질렀다. 그 불은 3개월에 걸쳐 계속 타올랐다고 하며, 진도(秦都) 함양은 옛날의 모습을 찾아볼 수 없을 정도로 철저하게 파괴되었다. 이에 이르러 진(秦)은 시황제의 통일로부터 헤아려 3대(代), 불과 15년 만에 멸망하고 말았던 것이다.

## 같이 보기
- 사마천
- 반고 (후한)
- 사마광